# Draktränaren (film, 2025)
Draktränaren (engelska: How to Train Your Dragon) är en amerikansk-brittisk actionäventyrsfilm från 2025 i regi av Dean DeBlois, som även ansvarar för skrivandet av filmens manus. Detta kommer att bli en live-action-relaterad reboot på Dreamworks Animations animerade film Draktränaren, som i sin tur bygger på bokserien Hur du tränar din drake, skriven av Cressida Cowell. De skådespelare, som i nuläget (januari 2024) har blivit klara för denna film, är Mason Thames, Nico Parker, och Gerard Butler.
Filmen var från början tänkt att ha biopremiär i USA den 14 mars 2025, men blev senare framflyttad till den 13 juni, i och med skådespelarstrejken i Hollywood i USA, som pågick mellan juli och november 2023. Draktränaren hade biopremiär i Sverige den 12 juni 2025. Musiken i filmen kommer dessutom att komponeras av John Powell, som tidigare har legat bakom musiken till de animerade draktränarfilmerna.

## Handling
Filmens handling kretsar kring den unga vikingen Hicke Hiskelig Halvulk III, som strävar efter att få bli drakjägare, men som oväntat nog råkar bli vän med en annan ung drake.

## Rollista
| Mason Thames     | – Hicke Hiskelig Halvulk III |
| Nico Parker      | – Astrid Hofferson           |
| Gerard Butler    | – Tryggvåld den Väldige      |
| Nick Frost       | – Gape Rapkäft               |
| Julian Dennison  | – Fiskfot Ingerman           |
| Gabriel Howell   | – Snor-Per Jorgenson         |
| Bronwyn James    | – Flåbusa Torsson            |
| Harry Trevaldwyn | – Flåbuse Torsson            |